# Batgirl
Batgirl er navnet på flere fiktive superhelte , der optræder i DC Comics' tegneserier, som et kvindeligt modstykke til Batman. Selvom karakteren Betty Kane blev introduceret i 1961 af Bill Finger og Sheldon Moldoff som Bat-Girl, så blev hun erstattet af Barbara Gordon i 1967, der senere blev identificeret som den ikoniske Batgirl. Gordons Batgirl blev introduceret i Detective Comics #359 (januar 1967) af forfatteren Gardner Fox og tegneren Carmine Infantino, hvor hun var datter af kommissær James Gordon.
Batgirl holder til i Gotham City, og allierede sig med Batman og den oprindelige Robin, Dick Grayson, samt andre af Batmans allierede. Karakteren optrådte regelmæssigt i Detective Comics, Batman Family, og adskillige andre bøger produceret af DC indtil 1988. Dette år optrådte Barbara Gordon i Barbara Kesels Batgirl Special #1, hvor hun blev pensioneret fra at bekæmpe kriminalitet. Hun optrådte efterfølgende i Alan Moores grafiske roman Batman: The Killing Joke, hvor hendes civile karakter bliver skudt af Jokeren og bliver lam. Selvom hun blev genskabt som computerekspert og informationsmægler Oracle af redaktøren Kim Yale og forfatteren John Ostrander året efter, så igangsatte hendes paralyse et debat om, hvordan kvinder blev afbildet i tegneserier, særligt vold mod kvindelige karakterer.
I fortællingen "No Man's Land" fra 1999 overtog karakteren Helena Bertinelli, kendt som Huntress kortvarigt rollen som Batgirl, indtil hun fik frataget sin identitet af Batman, fordi hun forbrød sig på hans kodeks. I samme historie bliver Cassandra Cain introduceret. Cain bliver beskrevet som datter af lejemorderne David Cain og Lady Shiva, og overtager rollen som Batgirl under vejledning fra Batman og oracle. I 2000 blev hun den første Btagirl, der havde sin egen månedlige tegneserieudgivelse, udover at hun var den mest fremtrædende karakter af asiatisk oprindelige i amerikanske tegneserier. Serien blev stoppet i 2006, hvor hun i DC-historien "One Year Later" blev etableret som skurk og leder af League of Assassins. Efter hård kritik fra læserskaren blev hun genskabt i sin oprindelige udgave. Karakteren Stephanie Brown, der oprindeligt var kendt som Spoiler og senere Robin, overtog rollen som Batgirl efter Cassandra Cain forlod rollen.
Stephanie Brown var hovedrollen i Batgirl-serien fra 2009-2011, inden DC's The New 52 hvor Barbara Gordon igen overtog identiteten som Batgirl efter hun var kommet sig fra sin lammelse. Barbara blev senere til Oracle igen i Infinite Frontier in2020, og er både Batgirl og Oracle, mens også Cassandra og Stephanie er Batgirl.
Barbara Gordon-versionen af Batgirl er blevet brugt i forskellige medier som bl.a. tv, film og computerspil. Blandt de skuespillere, der har spillet Batgirl, er Yvonne Craig og Alicia Silverstone i live-action versioner. Barbara Gordons Batgirl spiller en rolle i en række animationsserier, hvor hun bliver stemmelagt af Jane Webb i The Batman/Superman Hour (1968), Melendy Britt i The New Adventures of Batman (1977), Melissa Gilbert i Batman: The Animated Series (1992), Tara Strong i The New Batman Adventures (1997), Danielle Judovits i The Batman (2004), Mae Whitman i Batman: The Brave and the Bold (2008), og Briana Cuoco i Harley Quinn (2019). I 2012 medvirkede Batgirl sammen med Supergirl og Wonder Girl i Super Best Friends Forever, der var en serie udviklet af Lauren Faust for DC Nation på Cartoon Network.